# Luo Xiaojuan
Luo Xiaojuan (n. 12 iunie 1984, Dafeng District⁠(d), Jiangsu, Republica Populară Chineză) este o scrimeră chineză, medaliată olimpică. A participat la o ediție a Jocurilor Olimpice (2012) în care a câștigat o medalie de aur.